# Cephalaria setulifera
Cephalaria setulifera är en tvåhjärtbladig växtart som beskrevs av Pierre Edmond Boissier och Heldr. Cephalaria setulifera ingår i släktet jätteväddar, och familjen Dipsacaceae. Inga underarter finns listade i Catalogue of Life.